# Bergère (Hut)

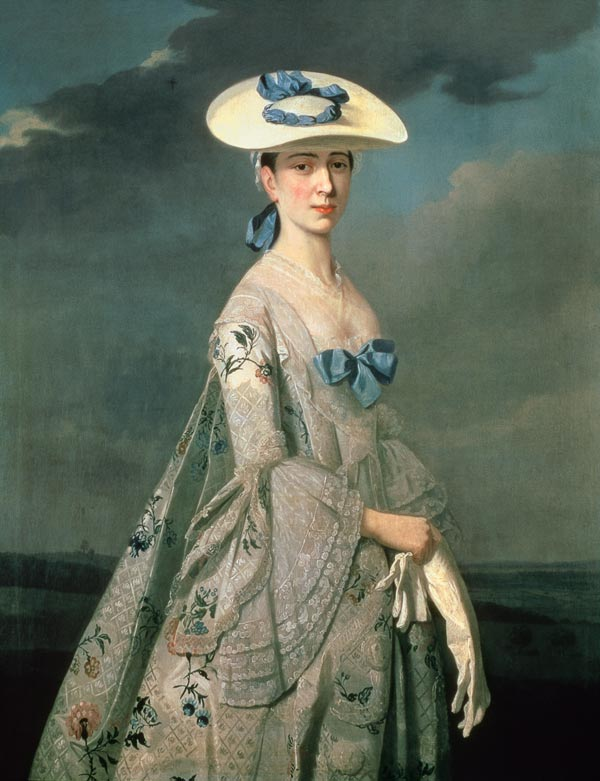
Eleanor Frances Dixie mit einer Bergère, um 1753

Eine Bergère (frz.: ‚Schäferin‘) ist ein Frauenhut des 18. Jahrhunderts.
Die Bergère zeichnet sich durch eine breite, flache Krempe und einen kleinen, niedrigen Gupf aus. Sie umschließt den Kopf nicht, sondern sitzt oben auf dem Kopf, wo sie mit Hilfe von Bändern und/oder Hutnadeln befestigt werden muss. Sie ist fast immer aus Stroh gefertigt und wurde über eine Haube getragen.
Sie kam vermutlich durch die im 18. Jahrhundert beliebte Schäferromantik (siehe auch Schäferspiele) während der ersten Hälfte des Jahrhunderts in Mode und hielt sich bis gegen 1780 als einzige (von Volkstrachten abgesehen) weibliche Hutform.